# Terminal Rodoviário de Cuiabá
O Terminal Rodoviário de Cuiabá (oficialmente Terminal Rodoviário Engenheiro Cássio Veiga de Sá) é o maior terminal rodoviário da cidade e do Mato Grosso.

## Localização
Situa-se na Rua Jules Rimet, no bairro Rodoviária Parque, zona oeste da capital mato-grossense.

## Características
Foi inaugurado em 1977. Recentemente, a rodoviária também virou atração artística e turística. É que os muros que cercam o acesso ao Terminal foram pintados com símbolos e expressões regionais para atrair e agradar quem passar por ali.
A rodoviária possui três níveis. No Térreo localizam-se os guichês e bilhetagem, órgãos responsáveis pela administração, e balcões de informação. No sub-solo encontra-se o setor de desembarque e o setor de manutenção. Por fim no primeiro andar estão os restaurantes, plataformas de embarque e de desembarque, plataformas de espera e várias lojas que vendem objetos regionais.

## Localidades atendidas
É a maior Rodoviária do Mato Grosso e atende mais de 2 milhões de viajantes de ônibus por ano.
Atuam na rodoviária as empresas Andorinha, Eucatur/Nova Integração/Serra Azul, Expresso Itamarati, Expresso Maia, Expresso Rubi, Expresso São Luiz, Gontijo, Helios Coletivos, Nova Medianeira, Novo Horizonte, Rotas do Triângulo/Rode Rotas, Satélite Norte, Util, Valtur Turismo, Verde Transportes/Eldorado/TUT/Viação Rondônia, Viação Juína, Viação Ouro e Prata, Viação Motta, Viação São Luiz e Viação Xavante/BarraTur. As principais localidades atendidas pelo Terminal Rodoviário de Cuiabá são:
- Estado de Mato Grosso
  - Alta Floresta
  - Barra do Garças
  - Cáceres
  - Chapada dos Guimarães
  - Guarantã do Norte
  - Pontes e Lacerda
  - Rondonópolis
  - Sinop
  - Tangará da Serra
  - Várzea Grande
- Região Centro-Oeste
  - Anápolis
  - Brasília
  - Campo Grande
  - Dourados
  - Goiânia
  - Rio Verde
- Região Nordeste e Norte
  - Fortaleza
  - Ji-Paraná
  - Porto Velho
  - Rio Branco
  - Salvador
  - Vilhena
- Região Sudeste e Sul
  - Cascavel
  - Curitiba
  - Londrina
  - Porto Alegre
  - Rio de Janeiro
  - São Paulo
  - Uberlândia